# セネット・ベイジング・ビューティーズ

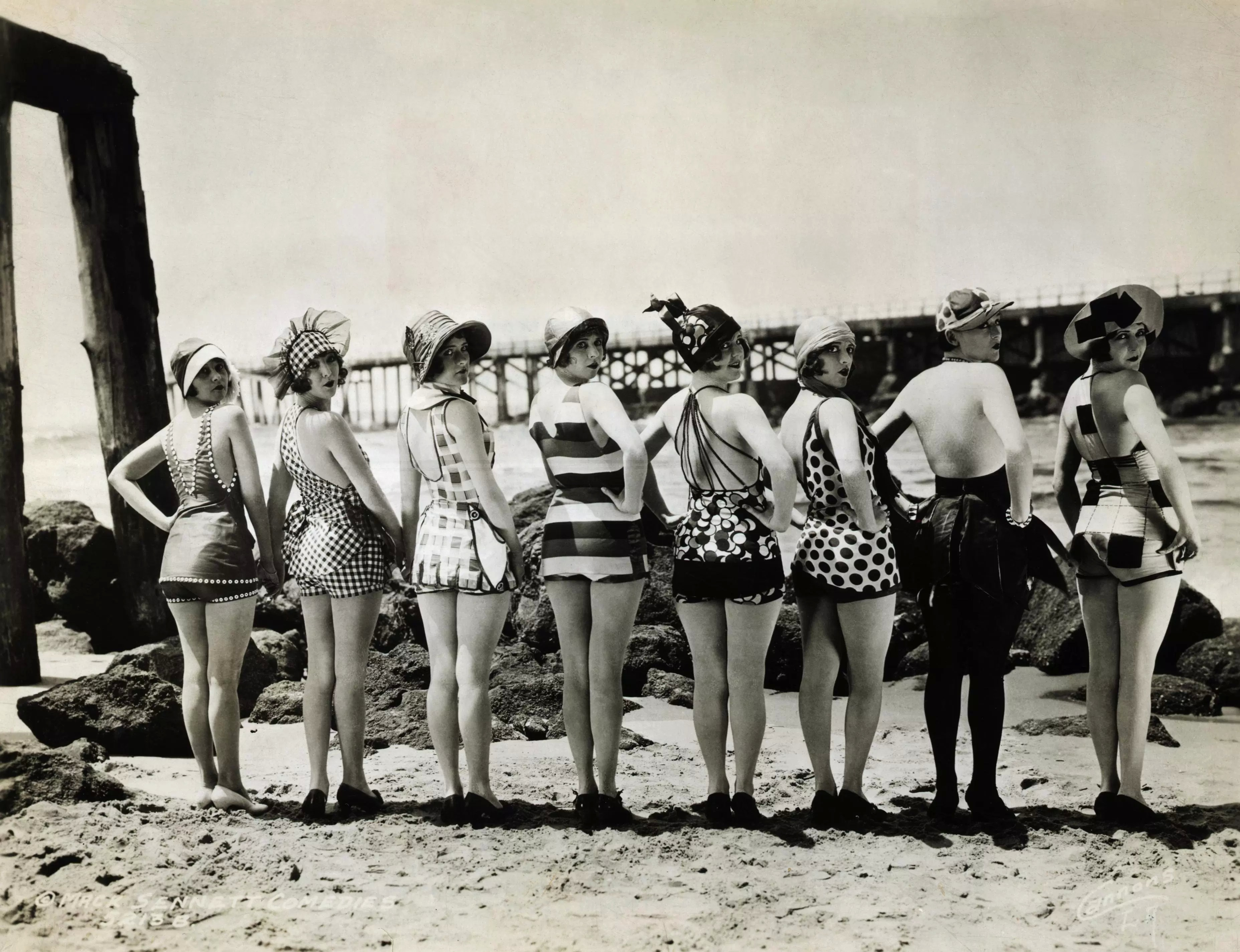
セネット・ベイジング・ビューティーズ

セネット・ベイジング・ビューティーズ (Sennett Bathing Beauties) は、サイレント映画時代に映画プロデューサーのマック・セネットが編成した、水着姿で演技する女性たちの一団。
日本語では「水着美人」、「海水着美人」、「海水浴美人」などとして言及されることがある。

## 概要
セネット・ベイジング・ビューティーズは、マック・セネットの短編喜劇映画や宣伝素材、あるいは、1915年ころから1928年にかけておこなわれたベニスビーチでの美人コンテストなどの宣伝行事に登場した。1915年セネットが最初に集めた3人は、イヴリン・リン (Evelyn Lynn)、セシル・エヴァンス (Cecile Evans) とマリー・プレヴォストであった。その後、何百人もがこれに続いたが、結局無名のまま終わった者も多かった。
ベイジング・ビューティーズは、個人として大きく取り上げられたり、名指しされることはなかったが、若い彼女たちの中からやがて頭角を現し、女優としてのキャリアを積んだ者も多く現れ、その中には、ファニタ・ハンセン、クレア・アンダーソン、マリー・プレヴォスト、フィリス・ヘイヴァー、マートル・リンド、キャロル・ロンバード、マリオン・マックらがいた。この他にも特筆すべきベイジング・ビューティーズ出身者には、マリオン・アイ、アリス・デイ、ポリー・モラン、マデリン・ハーロック、ヴェラ・レイノルズ、メアリ・サーマン、セルマ・ヒル、セルマ・パー、マーヴェル・レア、ハリエット・ハモンド、イヴリン・フランシスコ、ヴェラ・ステッドマン、ジョゼフィーヌ・スカイラー、エリノア・フィールド、オラ・カルーらがいる。

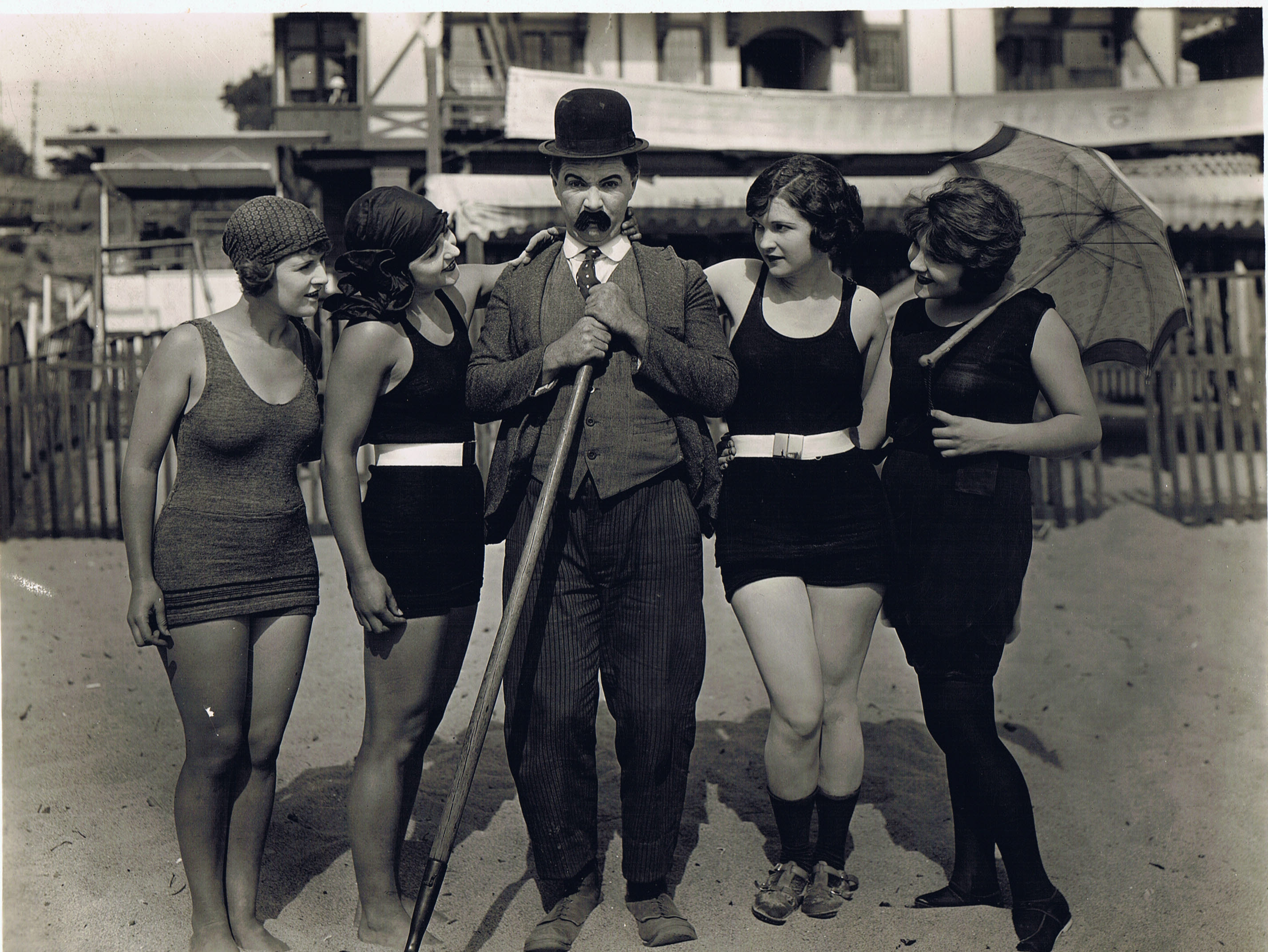
4人のベイジング・ビューティーズに囲まれた俳優ビリー・ビーヴァン、1920年代。

しばしばベイジング・ビューティーズ出身とされる者たちのうち二人、メーベル・ノーマンドとグロリア・スワンソンは、後にそうした言及を拒んだ。ノーマンドは既に主役級の扱いをされており、彼女が出演した1912年の映画で8分間の短編『The Water Nymph』が、ベイジング・ビューティーズに直接の示唆を与えた可能性があるとされている。また、グロリア・スワンソンは1918年にセネットのもとで働き、水着姿の写真も撮影したが、彼女も既にスターであり、ベイジング・ビューティーズ出身とされることを「猛烈に否定していた (vehemently denied)」という。
セネットは、ベイジング・ビューティーズの着想について次のように述べている。
ある朝、風呂に浸かりながら『タイム』誌を読んでいて、「ページ・ワン (Page One)」に載っていた3段分の大きさの写真に目がとまったのだが、それはちょっとした交通事故に巻き込まれた可愛い娘を捉えたものだった。それが新聞の1面に取り上げられたのは、明らかに魅力的な二つの理由があったからである。若いお嬢さんの膝が、両方とも見えていたのである。—マック・セネット、King of Comedy 
1920年代を通して、セネット・ベイジング・ビューティーズは人気を保ち、それを模倣して、クリスティー・スタジオのベイジング・ビューティーズ（ラクエル・トレスやローラ・ラ・プラントを輩出）や、フォックス・フィルムの「サンシャイン・ガールズ (Sunshine Girls)」（ジャネット・ゲイナーを輩出）も現れた セネット・ベイジング・ビューティーズは1928年まで活動した。その後、1949年には、セネットの喜劇映画を集成した映画『Down Memory Lane.』の宣伝のために、短期間のリバイバル活動がおこなわれた。